# Ete (Hongarije)
Ete is een plaats (község) en gemeente in het Hongaarse comitaat Komárom-Esztergom. Ete telt 613 inwoners (2015).